# パナソニックミュージアム 松下幸之助歴史館
パナソニックミュージアム 松下幸之助歴史館（パナソニックミュージアム まつしたこうのすけれきしかん）は、大阪府門真市でパナソニックが運営している企業博物館。2008年9月までは松下電器歴史館という名称であったが、パナソニックの社名変更にあわせて同年10月1日から現在の名称に変更された。
2017年10月に一時閉館し、2018年3月に再開された。全体を「パナソニック ミュージアム」として新たな「松下幸之助館」を設け、旧歴史館を「ものづくりイズム館」に衣替えした。パナソニックの最新技術と、グループ唯一の映像制作会社パナソニック映像によるわかりやすい映像で誰でも楽しめる内容になっている。

## 概要

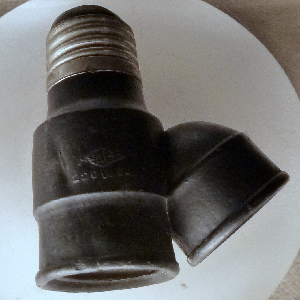
収蔵されているト型二灯用クラスター。

松下電器産業（現在のパナソニック）が創業50周年記念事業の一つとして1968年3月に開設した企業博物館。展示物はおよそ600点。建物は1933年建設の本社社屋を改装したもの。1995年3月7日には松下幸之助生誕100周年を記念して館内を全面的に改装した。
館内は、パナソニックが現在に至るまでの歴史や、松下幸之助の生涯について展示されており、創業から1980年代までの広告などを集めたコーナーは見学者から好評を博している。館内の「ハイビジョンシアター」では、松下幸之助の映像資料が放映されている。松下電器創業時に作業場として使われていた借家を再現した「創業の家」の中では、当時使用されていた釜や足踏み機、型押機を見ることができる。2001年以降は、毎年4月下旬から6月にかけて「創業者メモリアルウィーク特別展」を実施。この特別展は、現代における経営課題に即して、松下幸之助の言行における普遍的真理からその解決を導くことをコンセプトとしている。案内パンフレットは日本語および英語、中国語で配布されており、館内で展示している映像資料についても日本語、英語のほか一部は中国語に対応している。これらは、今後スペイン語やロシア語などの多言語に対応させる計画がある。

### 屋内

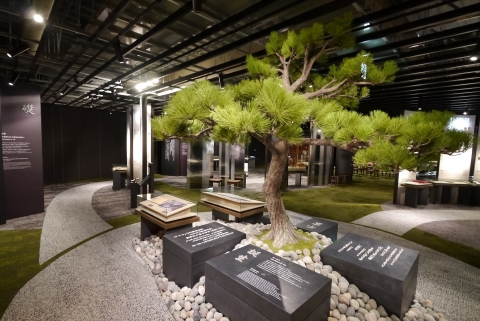
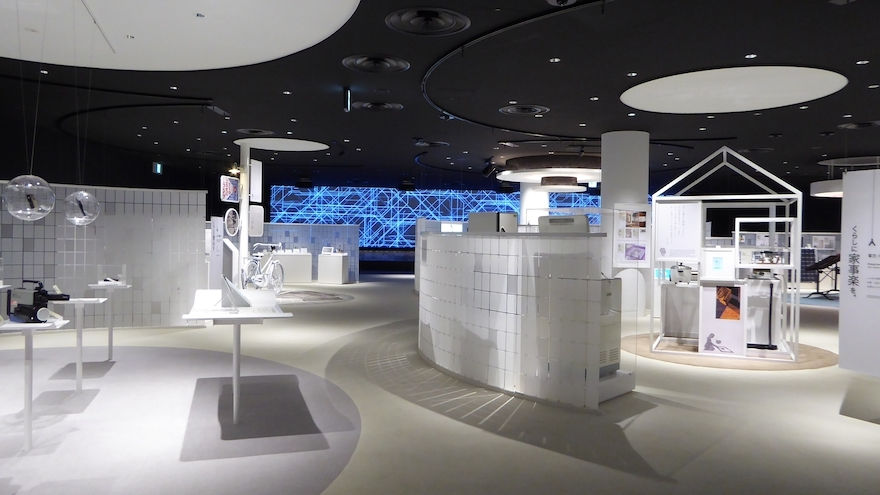

## 写真

### 屋外

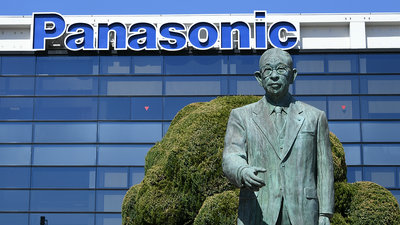
松下幸之助像とロゴ
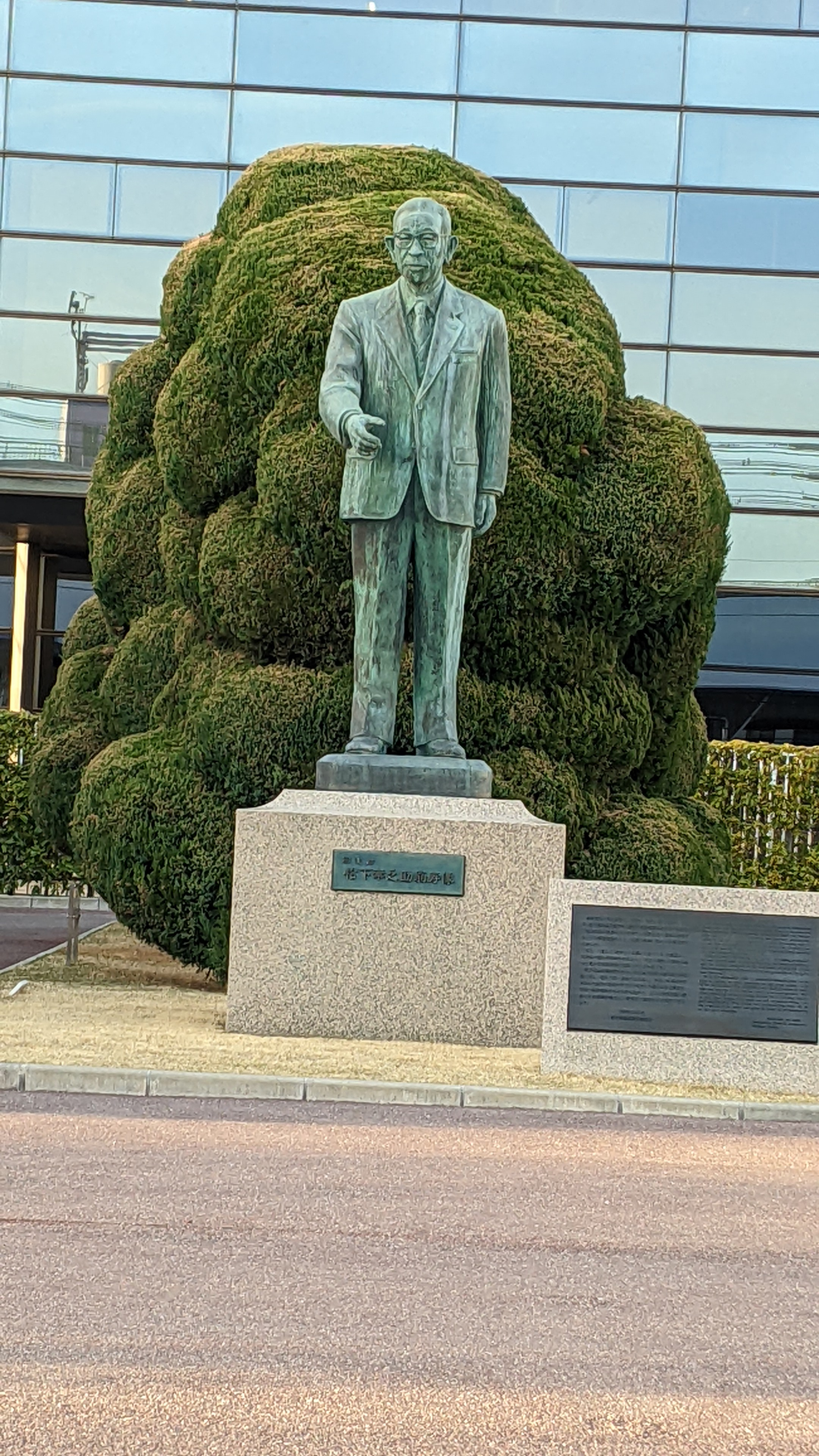
松下幸之助像
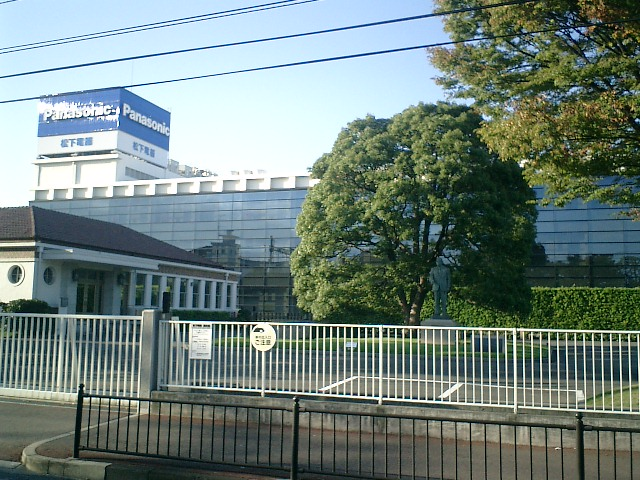
道路側から